# Jürgen Arndt (Musikwissenschaftler)
Jürgen Arndt (* 1962 in Hameln) ist ein deutscher Musikwissenschaftler.

## Werdegang
Arndt studierte von 1983 bis 1988 Musikwissenschaft, Romanistik und Philosophie an der Universität Paderborn und der Hochschule für Musik Detmold. 1992 wurde er mit einer Dissertation über Claude Debussy an der Universität Paderborn promoviert und habilitierte sich 2001 ebendort mit einer Untersuchung zum Thema „Thelonious Monk und der Free Jazz“.
Von 1993 bis 1997 arbeitete Arndt als Wissenschaftlicher Mitarbeiter an der Universität Hildesheim. Von 1998 bis 2009 war er als Wissenschaftlicher Assistent und Oberassistent sowie Vertreter einer Professur an der Universität Paderborn und der Hochschule für Musik Detmold tätig. 2007/08 arbeitete er im Rahmen einer Gastprofessur an der Universität Wien als Universitätsprofessor für Popularmusikforschung. Zudem war er ferner als Lehrkraft an der Kreisjugendmusikschule Schaumburg (1983–1997) und als Freier Mitarbeiter beim Westdeutschen Rundfunk (1985–1990) tätig.
Seit Oktober 2009 ist Arndt Professor für Systematische Musikwissenschaft mit Schwerpunkt Jazz und populäre Musik an der Staatlichen Hochschule für Musik und Darstellende Kunst Mannheim.

## Publikationen (Auswahl)

### Bücher
- Der Einfluß der javanischen Gamelan-Musik auf Kompositionen von Claude Debussy, Frankfurt am Main 1993. ISBN 978-3-631-45461-9
- Einheitlichkeit versus Widerstreit. Zwei grundsätzlich verschiedene Gestaltungsarten in der Musik Claude Debussys, Frankfurt am Main 1993. ISBN 3-631-45462-7
- Thelonious Monk und der Free Jazz, Graz 2002 [= Beiträge zur Jazzforschung / Studies in Jazz Research Bd. 11, hrsg. von der Internationalen Gesellschaft für Jazzforschung]. ISBN 3-201-01794-9
- Kontra – Bass-Perspektiven im Jazz zwischen Frankfurt und Freiburg, zusammen mit Thomas Stabenow, Hildesheim 2017 [= Mannheimer Manieren. Musik + Musikforschung Bd. 6]. ISBN 978-3-487-15594-4
- Caterina Valente, Wolfgang Lauth, Jazz und Schlager. Facetten der 1950er Jahre und darüber hinaus, Hildesheim 2021 [= Mannheimer Manieren. Musik + Musikforschung Bd. 10]. ISBN 978-3-487-16054-2

### Aufsätze (Auswahl)
- Schlager, Jazz und Argumente: 1953 und 60 Jahre danach. Oder: Als der Jazz seine Stimme verlor, in: Jazz Debates/Jazzdebatten, hrsg. v. Wolfram Knauer, Hofheim 2014 [= Darmstädter Beiträge zur Jazzforschung Bd. 13], S. 21–40. ISBN 978-3-95593-013-4
- Das Echo der Zukunft, in: Die Zukunft der Musik. Interdisziplinäre Prospektiven, hrsg. zusammen mit Martina Krause-Benz, Elias Betz u. Thomas Schipperges, Hildesheim 2014 [= Mannheimer Manieren. Musik + Musikforschung Bd. 1], S. 11–26. ISBN 978-3-487-15097-0
- Born this Way? Der echte Schein populärer Musik, in: Ans Licht gebracht. Zur Interpretation Neuer Musik, hrsg. v. Jörn Peter Hiekel, Mainz 2013, [= Veröffentlichungen des Instituts für Neue Musik und Musikerziehung Darmstadt Bd. 53], S. 158–167. ISBN 978-3-7957-0848-1
- European Jazz Developments in Cross-Cultural Dialogue with the United States and Their Relationship to the Counterculture of the 1960s, in: Eurojazzland. Jazz and European Sources, Dynamics, and Contexts, hrsg. v. Luca Cerchiari, Laurent Cugny u. Franz Kerschbaumer, Boston 2012, S. 342–365. ISBN 978-1-58465-864-1
- Marvin Gaye, Motown und Maskerade, in: Musik und kulturelle Identität, hrsg. von Detlef Altenburg u. Rainer Bayreuther, Kassel 2012, Bd. 1, S. 361–368. ISBN 978-3-7618-1837-4
- Misha Mengelberg und Peter Brötzmann in improvisatorischen Dialogen zwischen Europa und den USA, in: Jazzforschung/Jazz Research Bd. 42 (2010), Graz 2010, S. 33–58. ISBN 978-3-201-01935-4
- Madonna und Björk: Stimmen zwischen Körper und Computer, in: Das Gesicht der Welt. Medien in der digitalen Kultur, hrsg. v. Britta Neitzel u. Lorenz Engell, München 2004, S. 67–78. ISBN 3-7705-3944-3
- Louis Armstrong und Lil Hardin. Von der Geburt eines Stars im Studio, in: Clips. Eine Collage, hrsg. v. Felix Holtschoppen u. a., Münster 2004, S. 177–187. ISBN 3-8258-7420-6
- Evan Parker und Alfred North Whitehead. Freie Improvisation in philosophischem Licht, in: „Was du nicht hören kannst, Musik“. Zum Verhältnis von Musik und Philosophie im 20. Jahrhundert. hrsg. zusammen mit Werner Keil, Hildesheim 1999 [= Diskordanzen. Studien zur neueren Musikgeschichte Bd. 7], S. 239–257. ISBN 3-487-11011-3
- Jazz und Avantgarde in der Gegenwart und... und... und... Steve Coleman und John Zorn, in: Jazz und Avantgarde, hrsg. zusammen mit Werner Keil, Hildesheim 1998 [= Hildesheimer Musikwissenschaftliche Arbeiten Bd. 5], S. 11–46. ISBN 3-487-10563-2